# Lag om husligt arbete
Lag om husligt arbete är en lag i Sverige som utfärdades den 17 december 1970 och som ersatte hembiträdeslagen från 1944. Ursprungligen gällde även den nyare lagen främst hembiträden och andra husligt anställda, till exempel barnflickor, men denna yrkesgrupp har gradvis minskat i antal och är i dag mycket fåtalig. Numera är det kanske främst personliga assistenter som berörs av lagen.
Lagen trädde i kraft den 1 juli 1971 och reglerar bland annat arbetstiderna, och det finns särskilda bestämmelser för dessa om den anställde är under 18 år.
Även au pair-flickor i Sverige lyder under lagen, även om de som är under 18 år bara omfattas av vissa delar av lagen.
Med lagens införande fick hembiträden i Sverige också åtta timmars arbetsdag.

### Fotnoter
1. ↑  ”Arbetsmiljöverket”. Arkiverad från originalet den 9 september 2011. https://web.archive.org/web/20110909152042/http://www.av.se/lagochratt/hushallsarbete/. Läst 5 september 2011.
2. ↑  Annelie Lehnberg (25 april 2012). ”Pigdebatten har funnits länge”. Flamman. http://www.flamman.se/pigdebatten-har-funnits-lange. Läst 14 maj 2012.